# Route nationale 445
Pour les articles homonymes, voir Route 445.
La route nationale 445 ou RN 445 est une route nationale française reliant Viry-Châtillon à Fleury-Mérogis.

Auparavant, la RN 445 reliait Lormes à Châtillon-en-Bazois. À la suite de la réforme de 1972, elle a été déclassée en RD 945.

Le tronçon Viry-Châtillon à Fleury-Mérogis a été déclassé en 2006 en RD 445.

Voir l'ancien tracé de la RN445 sur GoogleMaps

## Ancien tracé de Lormes à Châtillon-en-Bazois (D 945)
- Lormes (km 0)
- Cervon (km 7)
- Mouron-sur-Yonne (km 13)
- Aunay-en-Bazois (km 23)
- Châtillon-en-Bazois (km 31)